# Déma
Petr Škabrada (* 10. května 1962, Plzeň, Československo) známý spíše pod svým uměleckým jménem Déma (v dlouhé verzi Démapéš) je český hudebník, skladatel, textař, zpěvák a kytarista, známý především jako člen plzeňské punkové kapely Znouzectnost a akustického projektu Démophobia.

## Život a kariéra
Narodil se 10. května 1962 v Plzni. Byl členem místních punkových kapel Šrot a Kuličkové ložisko. Zde již vystupoval pod pseudonymem Déma. Spolu s bubeníkem Rudolfem Procházkou zvaným Jožžin a baskytaristou Danielem Nakládalem zvaným Bowí se od roku 1983 po dobu dvou sezón angažoval v kapele Zastávka Mileč, která kombinovala punk, klasický rock'n'roll a reggae. Činnost seskupení však přerušila povinná vojenská služba. S bývalými členy Zastávky Mileč v roce 1986 Déma spoluzaložil kapelu Znouzectnost, kde působí jako kytarista a jeden ze zpěváků. Kapela je známá svou kombinací punku, rocku a folku.  
V roce 1994 založil akustický projekt Démophobia, zaměřený na zhudebňování plzeňských pověstí a dalších témat. V něm spolupracoval s Přemyslem Haasem a Michalem Röhrichem. Oba jmenovaní postupně projekt opustili. V současnosti vystupuje spolu s kytaristou Filipem Fiedlerem. Projekt vydal několik alb, jmenovitě Démophobia aneb Plzeňské pověsti, písně a jiné plísně (1994), Vycpávky (1999), Mlýnek (2006) a Třetí poloha (2016).
V roce 2020 pod hlavičkou Démophobie složil píseň Óda na Písek k 777. výročí založení města Písek. Píseň byla doprovázena videoklipem, který ukazuje různá písecká zákoutí a místa. Klip byl natočen za necelý den a účinkovalo v něm přibližně 40 lidí, kteří si přinesli modrobílá pruhovaná trika evokující místní textilku Jitex.
	10. dubna 2021 zveřejnil píseň s videoklipem František Maloch tematicky se věnující tomuto významnému v Plzni narozenému přírodovědci. 2. října roku 2021 vydal píseň Malíř Bimba pojednávající o malíři Bohumilu Konečném, jenž proslul spoluprací se spisovatelem Jaroslavem Foglarem. Ve videoklipu malíře ztvárňuje baskytarista kapely kapely Znouzectnost Oldřich „Golda“ Neumann.. 27. října přišla píseň Velen o pojmenování hradu Boskovice v Jihomoravském kraji. V roce 2022 pak uveřejnil videoklip k písni Praga V3S, jež je poctou stejnojmennému terénnímu armádnímu vozidlu k příležitosti jeho 70. výročí.

## Image
Hudebníkovy červeně obarvené vlasy mají předobraz v zpěvákovi anglické kapely Sex Pistols Johnnym Rottenovi. Charakteristické sluneční brýle, které nosí na koncertech, potom, dle slov Démy, odkazují na anglického rockového skladatele, zpěváka a hudebního producenta Chrise Speddinga. Brýle sice nebyly součástí jeho trvalé image, ale v době totalitního režimu se Déma dostal k vysílání západní televize, kde v hudebním pořadu právě Spedding ve slunečních brýlích vystupoval s několika písněmi v punkovém žánru. Tato zkušenost ho výrazně inspirovala k hudebním aktivitám.

## Záliby
Déma je milovníkem literatury, zejména děl Jaroslava Foglara, komiksů a české sci-fi. Zajímá se o historii staré Plzně.

## Diskografie

### S kapelou Znouzectnost
- Vítejte v blázinci, hraje vám Znouzectnost (1987)
- Happy X-mas (1988)
- Obludný Neználek (1989; 1999 (CD))
- Odrhovačky a baladajky (1990; 1997 (CD))
- Ukolébavky pro ne(v)hodné loutky (1992)
- Mé království (1993)
- Folcore (1994)
- Kapitán Mlíko (1996)
- Bomboniéra! (1998)
- Písně instantního štěstí (2000)
- Tvrdí kluci nepláčou! (2002)
- Ad Astra (2005)
- Heavy Model aneb srdce pro Anubise (2008)
- Beat simplicitas (2014)
- The End...? (2024)

### S projektem Démophobia
- Démophobia aneb Plzeňské pověsti, písně a jiné plísně (1994)
- Vycpávky (1999)
- Mlýnek (2006)
- Třetí poloha (2016)